# Бастарей
Бастарей — правитель Пеонии первой половины V или IV века до н. э.
О Бастарее известно только из нумизматического материала с его именем, отчеканенного по пеонийскому образцу. На аверсе монет Бастарея изображён шлем с гребнем. На реверсе — роющий ногой землю бык. По мнению Н. Хаммонда, тетрадрахмы Бастарея были выпущены во времена правления македонского царя Александра I, между 467 и 460 годами до н. э., и Бастарей был властителем леэев, разрабатывавших золотые и серебряные рудники. Однако, как отметила Е. Петрова, найденные в 1880 году в Кюстендиле монеты Бастарея были обнаружены вместе с монетами Ликкея и Патрая, живших спустя более сотни лет. Это даёт основание полагать, что Бастарей царствовал в первой половине IV века до н. э.